# Гірнича промисловість Норвегії
Гірнича промисловість Норвегії.

## Загальна характеристика
Велику роль в економіці Норвегії відіграє видобуток нафти і газу на шельфі Північного моря. Важливою підгалуззю гірничої промисловості є видобуток металічної сировини: руд заліза, титану, молібдену, міді, цинку, а також піриту (див. табл. 1). Розвиток гірничої промисловості пов'язаний головним чином зі становленням електрометалургії і електрохімії. Норвегія виробляє алюміній, феросплави, нікель, цинк, титан, важку воду. У 1996 в Норвегії було видобуто 758,7 тис. т ільменіту. Норвегія виробила значну кількість титану (708 тис. т) — металу, значення якого зростає, цинку (41,4 тис. т) і свинцю (7,2 тис. т), а також невелику кількість золота і срібла. Важливу роль відіграє зовнішня торгівля. Головні статті експорту — продукція нафтодобувної і нафтохімічної промисловості, електрохімії, електрометалургії. Основні зовнішньоторговельні партнери — Велика Британія, Швеція та ФРН.
Таблиця 1. — Динаміка видобутку і виробництва основних мінеральних продуктів в Норвегії, т*
| Продукт                      | 1999     | 2000     | 2001     |
| Чорні метали                 |          |          |          |
| Нікелеві концентрати, 12% Ni | 25000    | 17000    | 22799    |
| Залізорудні концентрати      | 534000   | 470000   | 384000   |
| Індустріальні мінерали       |          |          |          |
| Ільменіт                     | 580000   | -        | -        |
| Кварц                        | 460000   | 460000   | 465000   |
| Олівін                       | 3200 000 | 3600 000 | 3200 000 |
| Графіт                       | 7580     | 9000     | 9000     |
| Цемент                       | 1658 000 | 1620 000 | 1440 000 |
| Кальцити                     | 1840 000 | 2030 000 | 1770 000 |
| Металургійне виробництво     |          |          |          |
| Кремній металічний           | 153000   | -        | -        |
| Пиловидний SiO2              | 132000   | -        | -        |
| FeSi                         | 354000   | -        | -        |
| Алюміній первинний           | 952000   | -        | -        |
| Енергетичні мінерали         |          |          |          |
| Вугілля                      | 404000   | 630000   | 1890 000 |
| Нафта, тис.т.                | 150000   | 158625   | 163100   |
| Природний газ, млн м³        | 48200    | 53100    | 57465    |

## Окремі галузі

### Нафтогазова промисловість
Див. Нафтогазова промисловість Норвегії
Норвегія — найбільший у Європі постачальник нафти і газу до країн континенту. Видобуток нафти в Норвегія почався в 1971, газу — в 1972. Основний район видобутку нафти у 1990-х рр. — родовише Екофіск, розташоване в Північному морі, приблизно за 270 км від узбережжя на глибині 72 м. Навколо родовища Екофіск на глибинах, що не перевищують 80 м, на відстанях до 80 км від Екофіска відкриті і введені в експлуатацію ще 6 родовищ. Всі ці родовища утворюють великий нафтогазодобувний комплекс, де встановлено 18 великих платформ. Нафта високоякісна, з низьким вмістом сірки (максимум 0,2 %), густина близько 850 кг/м³. Нафта і газ з всього комплексу прямують по трубопроводах в залізобетонний резервуар місткістю 135 тис. т, встановлений на дні моря. З резервуару нафта по підводному трубопроводу протяжністю 354 км і діаметром 860 мм транспортується у Велику Британію, а газ по трубопроводу діаметром 914 мм і протяжністю 441 км — до Німеччини. Видобутком нафти займаються понад 17 тис. норвежців.

### Вугілля
Видобуток кам'яного вугілля в Норвегії почалася на архіпелазі Шпіцберґен на поч.атку XX ст., головним чином за участю закордонного капіталу (американського, російського, шведського, нідерландського). Основні райони розробки: Лонгїр, Ян-Майєн-Фьорд, Баренцбурґ, Грумант-Сіті, Гора Піраміда. Родовища розкриті шахтами і штольнями. Управління покрівлею — повним обваленням.
Російська вугільна компанія планує повторно відкрити рудник Ґрумант (Grumant), що 20 км від Longyearbyen, який був закритий в 1960.

### Залізорудна промисловість
Видобуток залізної руд в Норвегії почався в кін. XVI ст. районі Арендала на південно-східному узбережжі. Однак, рудники припинили свою роботу до 70-х рр. XIX ст. З 50-х рр. XX ст. видобуток залізної руд знову активізувався. Руду із вмістом 34 % заліза добувають на кар'єрах «Ертванн», «Вестеролі», «Стенсуннстьєрн» і «Ертфьєлл» і збагачують на фабриці в Гульсмедвіку з одержанням концентрату із вмістом Fe 64 % і Р 0,014 %. Система розробки на кар'єрах — транспортна з зовнішніми відвалами. Для бурових робіт на уступах висотою 12-15 м застосовують бурові шарошкові верстати, для навантаження руди — екскаватори і фронтальні навантажувачі. Транспортують руду самоскидами.
У 1995 Норвегія виробляла 1,3 млн т залізорудного концентрату, переважно з рудників Варангегра в Кіркенесі біля кордону з Росією. Інший великий рудник в районі Рана забезпечує сусідній великий сталеплавильний комбінат в місті Му.

### Видобуток титану
Ільменітові руди, багаті діоксидом титану, добувають відкритим способом головним чином в районі Егерсунна на руднику «Титанія» (родовище Тельнес), найбільшому в Західній Європі. Ільменітові руди кар'єра «Кодал» і шахти «Рьодсанн» збагачуються у Фредерікстаді.

### Видобуток руд кольорових металів
Видобуток руд кольорових металів почався у XVII ст. Сьогодні в країні діють близько 10 великих підприємств з видобутку мідно-цинкових руд (9 копалень підземні), найбільші з яких — «Оркла» на родов. Льоккен, «Сулітьєльма» на родов. Сулітьєльма, «Гронг» на родовищі Йома, «Тверфьєллєт» на родовищі Ерхінн, «Блейквасслі» на однойменному родовищі. Виробництво металічного цинку здійснюється на підприємстві компанії «Nozzine» в Одді (проектна потужність 85 тис. т цинку і 200 т кадмію в рік).
Нікель отримують з поліметалічних руд шахти «Брюванн» (родовище Брюванн) і кар'єру «Титанія» (родовище Тельнес). Мідь і нікель виплавляють на заводі в Крістіансанні. На цьому підприємстві отримують також невелику кількість дорогоцінних і рідкісних металів (платина, паладій, золото, срібло, іридій, родій, селен).
В кінці XX ст. мідь добувається в основному на крайній півночі. У 1995 було видобуто 7,4 тис. т міді.
Магній. Важливою підгалуззю гірничої промисловості Норвегії є виробництво магнію. Сировина, — доломіт, — добувається підземним способом на півночі країни (родовищі Белланік і Хаммефест), хлорид магнію імпортується з Німеччини, його також отримують з морської води.
Алюміній. Норвегія на кінець XX ст. займає одне з провідних у світі місць по випуску алюмінію, проте сировина для його виробництва імпортується (боксити — з Греції, Бразилії, Гаяни, а глинозем — з Ямайки, Австралії, Гвінеї, Суринаму).
Молібденові руди добувають на єдиній в Західній Європі молібденовій шахті «Кнабен» на однойменному родовищі, ніобієві руди — на шахті «Сьовьо».
Золото в основному отримують при переробці руд колчеданових родов.

## Гірничохімічна сировина
Гірничохімічна сировина видобувається в Норвегії у невеликих обсягах. Потреба країни а цій сировині задовольняється в основному за рахунок імпорту.
Пірит. На півночі тривалий час розроблялися родовища піритів, з якого вилучали сполуки сірки для хімічної промисловості. Щорічно добувалося декілька сотень тис. тонн піритів, поки на початку 1990-х років це виробництво не було згорнене.
Пірит добувають в основному на 3 шахтах («Тверфьєллєт» родовище Ерхінн, «Фосдален» родовище Малм, «Сулітьєльма» родовище Сулітьєльма) і 2 кар'єрах «Реппарфьорд» родовище Хаммерфест і «Титанія» родовище Тельнес.
Основні компанії, які зайняті розробкою піриту в Норвегії: «А/S Folldal Verk», «А/S Sulitjelma Gruber», «А/S Fosdalens Bergverks», «Killingdal Grubeselskat».

## Видобуток нерудної індустріальної сировини
Норвегія — провідний в Європі продуцент олівінового піску (використовується в основному для форстеритових вогнетривів, формівних сумішей, «опудрювання» шихтових ґранул). Добувають олівін відкритим способом компанії «А/S Olivin» на родовищі Ахейм і «А/S Norddal Olivin» на родовищі Нурдал.
Норвегія займає провідне місце у світі по видобутку нефелінового сієніту. Видобуток ведеться на острові Схьєрньо на півночі Норвегії. Майже весь нефеліновий сієніт експортується (головні імпортери — Нідерланди, Велика Британія, ФРН і Франція. Польовий шпат (мелений і грудковий) в Норвегії виробляють компанії «А/S Norfloat» і «Norsk Feldspat» (1990-і роки).
Родовище пегматитів Гламсланн розробляється відкритим способом. Первинне дроблення — у кар'єрі. Збагачують польовий шпат пінною флотацією і магнітною сепарацією. Польовий шпат експортується у Велику Британію, ФРН, Данію та інші західноєвропейські країни.
Тальк видобувають на шахі «Алтенмарк», родовище Гудбрансдален-Вальє (поблизу Квама). Експортери тальку — Велика Британія, Нідерланди, Швеція і ФРН.

### Графіт
Видобуток графіту ведуть на острові Сенья. Із збагаченої фракції отримують графітовий концентрат із вмістом графіту 88-90 %. Основний обсяг продукції експортується у Велику Британію, ФРН і США.
Цементна сировина і вапняк — найважливіші неметалічні корисні копалини Норвегії. Потребу в нерудних будівельних матеріалах Норвегія задовольняє в основному за рахунок власної мінерально-сировинної бази (крім гіпсу і каоліну, які імпортуються). Вапняк добуває компанія «А/S Norcem» відкритим способом на родовищі Слемместад і Дален. Компанія «Norsk Hydro» добуває вапняк на шахті «Кірхолт» поблизу Порсгрунна. Компанія «А/S Fran-zefoss Bruk» добуває карбонатні породи підземним способом. Крім того, добувають щебінь для бетону, мармур (родовище мармуру Люнґстад розробляється на крихту відкритим способом).
У Норвегії в 1996 було вироблено 1,6 млн т цементної сировини. У 2001 р. було видобуто 4.3 млн т вапняку, кварцу і кварциту — 1.3 млн т.

### Інші корисні копалини
Ведуться розробки родовищ будівельного каменя, в тому числі граніту і мармуру.

## Наукові установи. Підготовка кадрів
Основні дослідження в галузі гірничої справи здійснює Королівська рада з наукових і промислових досліджень (заснована в 1946). Державні Інститути знаходяться у веденні Міністерства промисловості Норвегії.
Найбільші з них: Геологіччний інститут (1858), Інститут сейсмології (1968), Геофізична комісія при норвезькому метеорологічному інституті (1917). Особливе значення має норвезький Полярний інститут (1948), що має світову популярність. Основний напрям його робіт — геологія і геофізичні дослідження в полярних частинах Норвегії, в тому числі на архіпелазі Шпіцберген.
Освіта в галузі геології і гірничої справи в Норвегії зосереджена в університетах, а також в коледжах та інститутах при університетах. Конґсберґське гірниче училище засноване в 1758. Гірничих інженерів і інженерів-металургів готує Технологічний інститут при університеті в Тронхеймі (1900) на факультеті гірничої справи і металургії. Спеціальне геолргічне відділення, що випускає геологів, є в університеті в Тромсьо (1968) в складі біологічно-геологічного ф-акультету. У університетах Бергена (1948) на і в Осло на (1811) готують геологів.
Основні періодичні видання в галузі геології і гірничої справи: «Norsk geologisk tidsskrift» (з 1905), «Geofysiske pablika-sjoner» (з 1920), «Bergverks-nytt. Populeert fagskrift for norske bergmenn» (з 1954), «Yernindustri» (з 1956).